# Martin Jumoad

Wappen von Martin Jumoad als Erzbischof von Ozamis

Wappen von Martin Jumoad als Prälat von Isabela

Martin Sarmiento Jumoad (* 11. November 1956 in Kinasang-an, Cebu City) ist ein philippinischer Geistlicher und römisch-katholischer Erzbischof von Ozamiz.

## Leben
Martin Jumoad besuchte die Grundschule und die weiterführende Schule in Kinasang-an. Anschließend studierte er Philosophie am Priesterseminar San Carlos in Cebu und Katholische Theologie am regionalen Priesterseminar in Davao City. Am 7. April 1983 empfing er das Sakrament der Priesterweihe für die Territorialprälatur Isabela.
Jumoad war nach der Priesterweihe zunächst als Pfarrvikar an der Kathedrale St. Elizabeth of Portugal in Isabela City tätig, bevor er 1986 Pfarrer der Pfarrei St. Anthony in Lamitan City wurde. Von 1989 bis 1990 belegte er Kurse am Priesterfortbildungsinstitut in St. Louis. Nach der Rückkehr in seine Heimat wurde Jumoad Vizedekan und 1991 Dekan am regionalen Priesterseminar in Davao City. Von 1992 bis 1994 war er Pfarrer der Pfarrei St. Peter in Lamitan City. Anschließend kehrte er an das regionale Priesterseminar in Davao City zurück, an dem er vier Jahre als Spiritual wirkte. Ab 1998 fungierte Jumoad als Kanzler der Kurie der Territorialprälatur Isabela und ab 1999 zudem als Direktor des Claret College of Isabela. Ferner leitete er ab April 2001 die Territorialprälatur Isabela während der Sedisvakanz als Diözesanadministrator.
Papst Johannes Paul II. ernannte ihn am 21. November 2001 zum Prälaten von Isabela. Die Bischofsweihe spendete ihm der Erzbischof von Zamboanga, Carmelo Dominador Flores Morelos, am 10. Januar 2002; Mitkonsekratoren waren Antonio Ledesma SJ, Prälat von Ipil, und Angelito R. Lampon OMI, Apostolischer Vikar von Jolo. Jumoad wählte den Wahlspruch Fides et spes („Glaube und Hoffnung“). Die Amtseinführung erfolgte am 12. Januar 2002.
Papst Franziskus bestellte ihn am 4. Oktober 2016 zum Erzbischof von Ozamiz. Vom 3. Januar 2024 bis zum 13. August 2025 verwaltete Jumoad zusätzlich das vakante Bistum Pagadian als Apostolischer Administrator.
In der Philippinischen Bischofskonferenz fungierte Jumoad von 2017 bis 2019 als stellvertretender Vorsitzender der Kommission für die Missionsarbeit, der er auch von 2005 bis 2011 und von 2015 bis 2023 angehörte. Außerdem war er Mitglied der Kommissionen für den interreligiösen Dialog (2001–2019), für die Migranten und Menschen unterwegs (2007–2013), für Soziales, Gerechtigkeit und Frieden (2013–2015) und für die Gefängnisseelsorge (2017–2019). Außerdem repräsentierte Jumoad von 2017 bis 2021 die Region Nord-Mindanao im ständigen Rat der Bischofskonferenz. Seit 2021 ist er stellvertretender Vorsitzender der Kommission für das Bibelapostolat, der er bereits seit 2017 angehört.